# حسن‌آباد (دامغان)
حسن‌آباد روستایی در دهستان قهاب رستاق بخش امیرآباد شهرستان دامغان استان سمنان ایران است.از جاذبه های گردشگری این روستا  کویر حاج علی‌قلی  می باشد.

## جمعیت
بر پایه سرشماری عمومی نفوس و مسکن در سال ۱۳۹۵ جمعیت این مکان ۱٬۰۶۷ نفر (۳۲۲خانوار) بوده‌است.
است.    